# Eleições parlamentares de Timor-Leste de 2018
As eleições parlamentares em Timor-Leste de 2018 realizaram-se 12 de maio de 2018, para composição do Parlamento Nacional de Timor-Leste por um mandato de 5 anos.

## Partidos
Os partidos ou coligações que tiveram deputados eleitos foram os seguintes:
| Partidos | Partidos                                          | Partidos | Líder                   | Ideologia                                       | Espectro                         |
| -------- | ------------------------------------------------- | -------- | ----------------------- | ----------------------------------------------- | -------------------------------- |
|          | Aliança de Mudança para o Progresso               | AMP      | Xanana Gusmão           | Social-democracia Terceira via                  | Centro-esquerda                  |
|          | Frente Revolucionária de Timor-Leste Independente | Fretilin | Mari Alkatiri           | Socialismo democrático Nacionalismo de esquerda | Centro-esquerda a Esquerda       |
|          | Partido Democrático                               | PD       | Mariano Sabino          | Social-democracia Liberalismo social            | Centro-esquerda                  |
|          | Frente de Desenvolvimento Democrático             | FDD      | António de Sá Benevides | Conservadorismo Humanismo                       | Centro-direita a Centro-esquerda |

## Sistema eleitoral

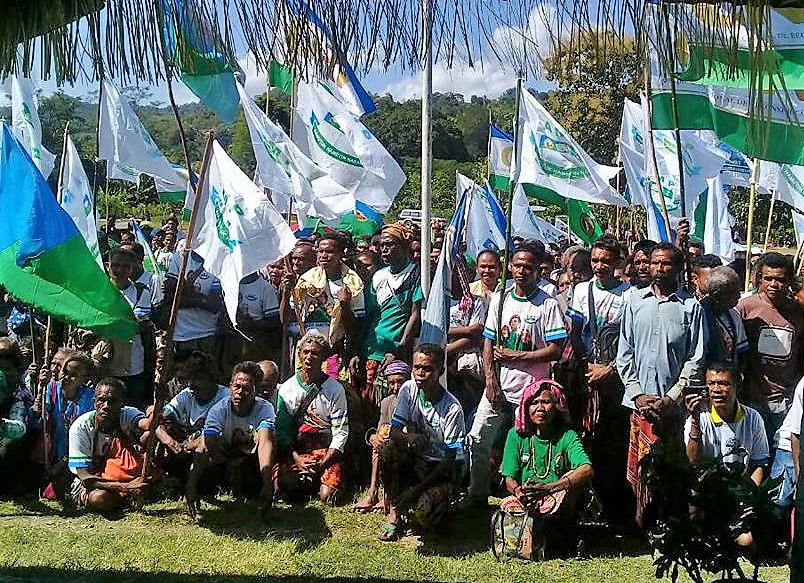
Aliansa Mudansa ba Progresu AMP

Os 65 membros do Parlamento Nacional são eleitos em um círculo eleitoral nacional por representação proporcional de lista fechada. Os partidos são obrigados a ter uma mulher pelo menos a cada terceira posição na lista. Os assentos são alocados usando o método d'Hondt com uma cláusula-barreira de 4%.

## Mapa

Partido mais votado por Município

## Resultados Nacionais
| Partido | Partido                                           | Votos       | %               | +/-         | Deputados   | +/-         |
| --- | ------------------------------------------------- | ----------- | --------------- | ----------- | ----------- | ----------- |
| | Aliança de Mudança para o Progresso (a)           | 309 663     | 49,58 / 100,00  | 3,11‬        | 34 / 65     | 1           |
| | Frente Revolucionária de Timor-Leste Independente | 213 324     | 34,16 / 100,00  | 4,51‬        | 23 / 65     | Estável     |
| | Partido Democrático                               | 50 370      | 8,07 / 100,00   | 1,72‬        | 5 / 65      | 2           |
| | Frente de Desenvolvimento Democrático (b)         | 34 301      | 5,49 / 100,00   | 1,52‬        | 3 / 65      | 3           |
| | Partido Esperança da Pátria                       | 5 060       | 0,81 / 100,00   | 0,39        | 0 / 65      | Estável     |
| | Movimento de Desenvolvimento Nacional (c)         | 4 494       | 0,72 / 100,00   | 0,70        | 0 / 65      | Estável     |
| | Partidu Republikanu                               | 4 125       | 0,66 / 100,00   | Estável     | 0 / 65      | Estável     |
| | Movimento Social Democrata (d)                    | 3 188       | 0,51 / 100,00   | 1,90        | 0 / 65      | Estável     |
| Votos Inválidos | Votos Inválidos                                   | ‭10 591‬      | 1,67 / 100,00   | 1,06        |             |             |
| Total | Total                                             | 635 116     | 100,00 / 100,00 |             | 65 / 65     |             |
| Eleitorado/Participação                                                                                             | Eleitorado/Participação                           | 784 286     | 80,98 / 100,00  | 4,24        |             |             |
| Fonte | Fonte                                             | [ 5 ] [ 6 ] | [ 5 ] [ 6 ]     | [ 5 ] [ 6 ] | [ 5 ] [ 6 ] | [ 5 ] [ 6 ] |
| (a) Coligação eleitoral entre CNRT (21 deputados), PLP (8 deputados) e KHUNTO (5 deputados).                        |                                                   |             |                 |             |             |             |
| (b) Coligação eleitoral entre PUDD (1 deputado), UDT (1 deputado), Frenti-Mudança (1 deputado) e PDN (0 deputados). |                                                   |             |                 |             |             |             |
| (c) Coligação eleitoral entre UNDERTIM, APMT, PLPA e MLPM.                                                          |                                                   |             |                 |             |             |             |
| (d) Coligação eleitoral entre PSD, CASDT, PST e PDC.                                                                |                                                   |             |                 |             |             |             |

| ↓        |     |     |    |
| Fretilin | FDD | AMP | PD |
| 23       | 3   | 34  | 5  |

## Resultados por Distrito
A tabela apresenta os resultados dos partidos que elegeram deputados:
| Distrito      | %    | %        | %    | %    | Votantes |
| Distrito      | AMP  | Fretilin | PD   | FDD  | Votantes |
| ------------- | ---- | -------- | ---- | ---- | -------- |
| Aileu         | 59,6 | 26,1     | 4,2  | 7,0  | 27 242   |
| Ainaro        | 57,2 | 17,9     | 9,8  | 10,6 | 34 053   |
| Baucau        | 39,4 | 51,9     | 3,7  | 3,0  | 69 986   |
| Bobonaro      | 50,9 | 26,8     | 14,7 | 4,6  | 53 652   |
| Covalima      | 49,4 | 25,1     | 17,9 | 5,3  | 35 976   |
| Dili          | 55,3 | 34,8     | 4,5  | 3,7  | 131 572  |
| Ermera        | 54,2 | 23,4     | 10,7 | 7,4  | 65 340   |
| Lautem        | 35,9 | 44,8     | 14,7 | 2,8  | 34 838   |
| Liquica       | 47,5 | 29,1     | 10,6 | 8,9  | 37 822   |
| Manatuto      | 61,7 | 21,7     | 6,7  | 6,5  | 26 965   |
| Manufahi      | 50,7 | 30,3     | 6,9  | 9,5  | 29 946   |
| Viqueque      | 26,2 | 62,4     | 3,8  | 4,6  | 44 307   |
| RAEOA         | 58,9 | 28,4     | 5,4  | 5,3  | 38 838   |
| Austrália     | 37,2 | 52,3     | 3,0  | 4,3  | 868      |
| Coreia do Sul | 54,8 | 32,0     | 6,9  | 6,3  | 366      |
| Portugal      | 27,2 | 56,1     | 7,4  | 6,4  | 529      |
| Reino Unido   | 37,0 | 59,7     | 2,2  | 0,8  | 2 816    |
| Total         | 49,6 | 34,2     | 8,1  | 5,5  | 635 116  |

### Aileu
| Partido                 | Partido                                           | Votos  | %               | +/-  |
| ----------------------- | ------------------------------------------------- | ------ | --------------- | ---- |
|                         | Aliança de Mudança para o Progresso               | 15 933 | 59,63 / 100,00  |      |
|                         | Frente Revolucionária de Timor-Leste Independente | 6 975  | 26,10 / 100,00  |      |
|                         | Frente de Desenvolvimento Democrático             | 1 862  | 6,97 / 100,00   |      |
|                         | Partido Democrático                               | 1 118  | 4,18 / 100,00   |      |
|                         | Movimento de Desenvolvimento Nacional             | 386    | 1,44 / 100,00   |      |
|                         | Partido Esperança da Pátria                       | 222    | 0,83 / 100,00   |      |
|                         | Partidu Republikanu                               | 133    | 0,50 / 100,00   |      |
|                         | Movimento Social Democrata                        | 92     | 0,34 / 100,00   |      |
| Votos Inválidos         | Votos Inválidos                                   | ‭521‬    | 1,91 / 100,00   | 1,32 |
| Total                   | Total                                             | 27 242 | 100,00 / 100,00 |      |
| Eleitorado/Participação | Eleitorado/Participação                           | 31 138 | 87,49 / 100,00  | 1,81 |

### Ainaro
| Partido                 | Partido                                           | Votos  | %               | +/- |
| ----------------------- | ------------------------------------------------- | ------ | --------------- | --- |
|                         | Aliança de Mudança para o Progresso               | 19 026 | 57,18 / 100,00  |     |
|                         | Frente Revolucionária de Timor-Leste Independente | 5 939  | 17,85 / 100,00  |     |
|                         | Frente de Desenvolvimento Democrático             | 3 540  | 10,64 / 100,00  |     |
|                         | Partido Democrático                               | 3 255  | 9,78 / 100,00   |     |
|                         | Movimento de Desenvolvimento Nacional             | 703    | 2,11 / 100,00   |     |
|                         | Partido Esperança da Pátria                       | 386    | 1,16 / 100,00   |     |
|                         | Partidu Republikanu                               | 265    | 0,80 / 100,00   |     |
|                         | Movimento Social Democrata                        | 160    | 0,48 / 100,00   |     |
| Votos Inválidos         | Votos Inválidos                                   | ‭‭779‬    | 2,29 / 100,00   |     |
| Total                   | Total                                             | 34 053 | 100,00 / 100,00 |     |
| Eleitorado/Participação | Eleitorado/Participação                           | 41 941 | 81,19 / 100,00  |     |

### Baucau
| Partido                 | Partido                                           | Votos  | %               | +/- |
| ----------------------- | ------------------------------------------------- | ------ | --------------- | --- |
|                         | Frente Revolucionária de Timor-Leste Independente | 35 612 | 51,88 / 100,00  |     |
|                         | Aliança de Mudança para o Progresso               | 27 027 | 39,37 / 100,00  |     |
|                         | Partido Democrático                               | 2 532  | 3,69 / 100,00   |     |
|                         | Frente de Desenvolvimento Democrático             | 2 031  | 2,96 / 100,00   |     |
|                         | Partidu Republikanu                               | 432    | 0,63 / 100,00   |     |
|                         | Partido Esperança da Pátria                       | 406    | 0,59 / 100,00   |     |
|                         | Movimento Social Democrata                        | 393    | 0,57 / 100,00   |     |
|                         | Movimento de Desenvolvimento Nacional             | 216    | 0,31 / 100,00   |     |
| Votos Inválidos         | Votos Inválidos                                   | ‭‭‭1 337‬  | 1,91 / 100,00   |     |
| Total                   | Total                                             | 69 986 | 100,00 / 100,00 |     |
| Eleitorado/Participação | Eleitorado/Participação                           | 88 922 | 78,70 / 100,00  |     |

### Bobonaro
| Partido                 | Partido                                           | Votos  | %               | +/- |
| ----------------------- | ------------------------------------------------- | ------ | --------------- | --- |
|                         | Aliança de Mudança para o Progresso               | 26 900 | 50,88 / 100,00  |     |
|                         | Frente Revolucionária de Timor-Leste Independente | 14 185 | 26,83 / 100,00  |     |
|                         | Partido Democrático                               | 7 797  | 14,75 / 100,00  |     |
|                         | Frente de Desenvolvimento Democrático             | 2 414  | 4,57 / 100,00   |     |
|                         | Partido Esperança da Pátria                       | 528    | 1,00 / 100,00   |     |
|                         | Partidu Republikanu                               | 470    | 0,89 / 100,00   |     |
|                         | Movimento de Desenvolvimento Nacional             | 308    | 0,58 / 100,00   |     |
|                         | Movimento Social Democrata                        | 264    | 0,50 / 100,00   |     |
| Votos Inválidos         | Votos Inválidos                                   | ‭786‬    | 1,46 / 100,00   |     |
| Total                   | Total                                             | 53 652 | 100,00 / 100,00 |     |
| Eleitorado/Participação | Eleitorado/Participação                           | 65 455 | 81,97 / 100,00  |     |

### Covalima
| Partido                 | Partido                                           | Votos  | %               | +/- |
| ----------------------- | ------------------------------------------------- | ------ | --------------- | --- |
|                         | Aliança de Mudança para o Progresso               | 17 536 | 49,42 / 100,00  |     |
|                         | Frente Revolucionária de Timor-Leste Independente | 8 896  | 25,07 / 100,00  |     |
|                         | Partido Democrático                               | 6 332  | 17,85 / 100,00  |     |
|                         | Frente de Desenvolvimento Democrático             | 1 890  | 5,33 / 100,00   |     |
|                         | Partido Esperança da Pátria                       | 271    | 0,76 / 100,00   |     |
|                         | Partidu Republikanu                               | 252    | 0,71 / 100,00   |     |
|                         | Movimento de Desenvolvimento Nacional             | 202    | 0,57 / 100,00   |     |
|                         | Movimento Social Democrata                        | 104    | 0,29 / 100,00   |     |
| Votos Inválidos         | Votos Inválidos                                   | ‭‭‭‭‭‭493‬    | 1,37 / 100,00   |     |
| Total                   | Total                                             | 35 976 | 100,00 / 100,00 |     |
| Eleitorado/Participação | Eleitorado/Participação                           | 43 520 | 82,67 / 100,00  |     |

### Dili
| Partido                 | Partido                                           | Votos   | %               | +/- |
| ----------------------- | ------------------------------------------------- | ------- | --------------- | --- |
|                         | Aliança de Mudança para o Progresso               | 71 763  | 55,31 / 100,00  |     |
|                         | Frente Revolucionária de Timor-Leste Independente | 45 206  | 34,84 / 100,00  |     |
|                         | Partido Democrático                               | 5 881   | 4,53 / 100,00   |     |
|                         | Frente de Desenvolvimento Democrático             | 4 847   | 3,74 / 100,00   |     |
|                         | Partido Esperança da Pátria                       | 600     | 0,46 / 100,00   |     |
|                         | Movimento de Desenvolvimento Nacional             | 546     | 0,42 / 100,00   |     |
|                         | Movimento Social Democrata                        | 496     | 0,38 / 100,00   |     |
|                         | Partidu Republikanu                               | 405     | 0,31 / 100,00   |     |
| Votos Inválidos         | Votos Inválidos                                   | ‭‭‭‭‭1 828‬   | 1,39 / 100,00   |     |
| Total                   | Total                                             | 131 572 | 100,00 / 100,00 |     |
| Eleitorado/Participação | Eleitorado/Participação                           | 167 273 | 78,66 / 100,00  |     |

### Ermera
| Partido                 | Partido                                           | Votos  | %               | +/- |
| ----------------------- | ------------------------------------------------- | ------ | --------------- | --- |
|                         | Aliança de Mudança para o Progresso               | 34 686 | 54,21 / 100,00  |     |
|                         | Frente Revolucionária de Timor-Leste Independente | 14 988 | 23,43 / 100,00  |     |
|                         | Partido Democrático                               | 6 843  | 10,70 / 100,00  |     |
|                         | Frente de Desenvolvimento Democrático             | 4 725  | 7,39 / 100,00   |     |
|                         | Movimento de Desenvolvimento Nacional             | 1 000  | 1,56 / 100,00   |     |
|                         | Partido Esperança da Pátria                       | 777    | 1,21 / 100,00   |     |
|                         | Partidu Republikanu                               | 583    | 0,91 / 100,00   |     |
|                         | Movimento Social Democrata                        | 379    | 0,59 / 100,00   |     |
| Votos Inválidos         | Votos Inválidos                                   | ‭‭‭‭1 359  | 2,08 / 100,00   |     |
| Total                   | Total                                             | 65 340 | 100,00 / 100,00 |     |
| Eleitorado/Participação | Eleitorado/Participação                           | 78 952 | 82,76 / 100,00  |     |

### Lautem
| Partido                 | Partido                                           | Votos  | %               | +/- |
| ----------------------- | ------------------------------------------------- | ------ | --------------- | --- |
|                         | Frente Revolucionária de Timor-Leste Independente | 15 394 | 44,79 / 100,00  |     |
|                         | Aliança de Mudança para o Progresso               | 12 344 | 35,92 / 100,00  |     |
|                         | Partido Democrático                               | 5 057  | 14,71 / 100,00  |     |
|                         | Frente de Desenvolvimento Democrático             | 946    | 2,75 / 100,00   |     |
|                         | Partidu Republikanu                               | 207    | 0,60 / 100,00   |     |
|                         | Partido Esperança da Pátria                       | 187    | 0,54 / 100,00   |     |
|                         | Movimento Social Democrata                        | 146    | 0,42 / 100,00   |     |
|                         | Movimento de Desenvolvimento Nacional             | 86     | 0,25 / 100,00   |     |
| Votos Inválidos         | Votos Inválidos                                   | ‭‭‭‭‭471‬    | 1,35 / 100,00   |     |
| Total                   | Total                                             | 34 838 | 100,00 / 100,00 |     |
| Eleitorado/Participação | Eleitorado/Participação                           | 43 678 | 79,76 / 100,00  |     |

### Liquica
| Partido                 | Partido                                           | Votos  | %               | +/- |
| ----------------------- | ------------------------------------------------- | ------ | --------------- | --- |
|                         | Aliança de Mudança para o Progresso               | 17 663 | 47,46 / 100,00  |     |
|                         | Frente Revolucionária de Timor-Leste Independente | 10 834 | 29,11 / 100,00  |     |
|                         | Partido Democrático                               | 3 935  | 10,57 / 100,00  |     |
|                         | Frente de Desenvolvimento Democrático             | 3 320  | 8,92 / 100,00   |     |
|                         | Partidu Republikanu                               | 390    | 1,05 / 100,00   |     |
|                         | Partido Esperança da Pátria                       | 381    | 1,02 / 100,00   |     |
|                         | Movimento Social Democrata                        | 350    | 0,94 / 100,00   |     |
|                         | Movimento de Desenvolvimento Nacional             | 346    | 0,93 / 100,00   |     |
| Votos Inválidos         | Votos Inválidos                                   | ‭‭‭‭‭‭603‬    | 1,59 / 100,00   |     |
| Total                   | Total                                             | 37 822 | 100,00 / 100,00 |     |
| Eleitorado/Participação | Eleitorado/Participação                           | 46 567 | 81,22 / 100,00  |     |

### Manatuto
| Partido                 | Partido                                           | Votos  | %               | +/- |
| ----------------------- | ------------------------------------------------- | ------ | --------------- | --- |
|                         | Aliança de Mudança para o Progresso               | 16 299 | 61,69 / 100,00  |     |
|                         | Frente Revolucionária de Timor-Leste Independente | 5 737  | 21,71 / 100,00  |     |
|                         | Frente de Desenvolvimento Democrático             | 1 767  | 6,69 / 100,00   |     |
|                         | Partido Democrático                               | 1 718  | 6,50 / 100,00   |     |
|                         | Partido Esperança da Pátria                       | 369    | 1,40 / 100,00   |     |
|                         | Movimento Social Democrata                        | 251    | 0,95 / 100,00   |     |
|                         | Partidu Republikanu                               | 155    | 0,59 / 100,00   |     |
|                         | Movimento de Desenvolvimento Nacional             | 125    | 0,47 / 100,00   |     |
| Votos Inválidos         | Votos Inválidos                                   | ‭‭‭‭‭544‬    | 2,02 / 100,00   |     |
| Total                   | Total                                             | 26 965 | 100,00 / 100,00 |     |
| Eleitorado/Participação | Eleitorado/Participação                           | 32 131 | 83,92 / 100,00  |     |

### Manufahi
| Partido                 | Partido                                           | Votos  | %               | +/- |
| ----------------------- | ------------------------------------------------- | ------ | --------------- | --- |
|                         | Aliança de Mudança para o Progresso               | 14 899 | 50,69 / 100,00  |     |
|                         | Frente Revolucionária de Timor-Leste Independente | 8 900  | 30,28 / 100,00  |     |
|                         | Frente de Desenvolvimento Democrático             | 2 800  | 9,53 / 100,00   |     |
|                         | Partido Democrático                               | 2 084  | 6,92 / 100,00   |     |
|                         | Partido Esperança da Pátria                       | 314    | 1,07 / 100,00   |     |
|                         | Partidu Republikanu                               | 173    | 0,59 / 100,00   |     |
|                         | Movimento de Desenvolvimento Nacional             | 150    | 0,51 / 100,00   |     |
|                         | Movimento Social Democrata                        | 124    | 0,42 / 100,00   |     |
| Votos Inválidos         | Votos Inválidos                                   | ‭‭‭‭552‬    | 1,84 / 100,00   |     |
| Total                   | Total                                             | 29 946 | 100,00 / 100,00 |     |
| Eleitorado/Participação | Eleitorado/Participação                           | 36 745 | 81,50 / 100,00  |     |

### Viqueque
| Partido                 | Partido                                           | Votos  | %               | +/- |
| ----------------------- | ------------------------------------------------- | ------ | --------------- | --- |
|                         | Frente Revolucionária de Timor-Leste Independente | 27 322 | 62,44 / 100,00  |     |
|                         | Aliança de Mudança para o Progresso               | 11 450 | 26,17 / 100,00  |     |
|                         | Frente de Desenvolvimento Democrático             | 2 023  | 4,62 / 100,00   |     |
|                         | Partido Democrático                               | 1 655  | 3,78 / 100,00   |     |
|                         | Partidu Republikanu                               | 466    | 1,06 / 100,00   |     |
|                         | Movimento Social Democrata                        | 306    | 0,70 / 100,00   |     |
|                         | Partido Esperança da Pátria                       | 269    | 0,61 / 100,00   |     |
|                         | Movimento de Desenvolvimento Nacional             | 265    | 0,61 / 100,00   |     |
| Votos Inválidos         | Votos Inválidos                                   | ‭‭‭‭‭551‬    | 1,24 / 100,00   |     |
| Total                   | Total                                             | 44 307 | 100,00 / 100,00 |     |
| Eleitorado/Participação | Eleitorado/Participação                           | 54 479 | 81,33 / 100,00  |     |

### RAEOA
| Partido                 | Partido                                           | Votos  | %               | +/- |
| ----------------------- | ------------------------------------------------- | ------ | --------------- | --- |
|                         | Aliança de Mudança para o Progresso               | 22 455 | 58,86 / 100,00  |     |
|                         | Frente Revolucionária de Timor-Leste Independente | 10 831 | 28,39 / 100,00  |     |
|                         | Partido Democrático                               | 2 065  | 5,41 / 100,00   |     |
|                         | Frente de Desenvolvimento Democrático             | 2 022  | 5,30 / 100,00   |     |
|                         | Partido Esperança da Pátria                       | 340    | 0,89 / 100,00   |     |
|                         | Partidu Republikanu                               | 178    | 0,47 / 100,00   |     |
|                         | Movimento de Desenvolvimento Nacional             | 153    | 0,40 / 100,00   |     |
|                         | Movimento Social Democrata                        | 103    | 0,27 / 100,00   |     |
| Votos Inválidos         | Votos Inválidos                                   | ‭‭‭‭‭‭691‬    | 1,78 / 100,00   |     |
| Total                   | Total                                             | 38 838 | 100,00 / 100,00 |     |
| Eleitorado/Participação | Eleitorado/Participação                           | 47 240 | 82,21 / 100,00  |     |

### Austrália
| Partido                 | Partido                                           | Votos | %               | +/- |
| ----------------------- | ------------------------------------------------- | ----- | --------------- | --- |
|                         | Frente Revolucionária de Timor-Leste Independente | 441   | 52,25 / 100,00  |     |
|                         | Aliança de Mudança para o Progresso               | 314   | 37,20 / 100,00  |     |
|                         | Frente de Desenvolvimento Democrático             | 36    | 4,27 / 100,00   |     |
|                         | Partido Democrático                               | 25    | 2,96 / 100,00   |     |
|                         | Partidu Republikanu                               | 14    | 1,66 / 100,00   |     |
|                         | Movimento Social Democrata                        | 7     | 0,83 / 100,00   |     |
|                         | Partido Esperança da Pátria                       | 4     | 0,47 / 100,00   |     |
|                         | Movimento de Desenvolvimento Nacional             | 3     | 0,36 / 100,00   |     |
| Votos Inválidos         | Votos Inválidos                                   | ‭‭‭‭24    | 2,76 / 100,00   |     |
| Total                   | Total                                             | 868   | 100,00 / 100,00 |     |
| Eleitorado/Participação | Eleitorado/Participação                           | 1 530 | 56,73 / 100,00  |     |

### Coreia do Sul
| Partido                 | Partido                                           | Votos | %               | +/- |
| ----------------------- | ------------------------------------------------- | ----- | --------------- | --- |
|                         | Aliança de Mudança para o Progresso               | 199   | 54,82 / 100,00  |     |
|                         | Frente Revolucionária de Timor-Leste Independente | 116   | 31,96 / 100,00  |     |
|                         | Partido Democrático                               | 25    | 6,89 / 100,00   |     |
|                         | Frente de Desenvolvimento Democrático             | 23    | 6,34 / 100,00   |     |
|                         | Movimento Social Democrata                        | 0     | 0,00 / 100,00   |     |
|                         | Movimento de Desenvolvimento Nacional             | 0     | 0,00 / 100,00   |     |
|                         | Partido Esperança da Pátria                       | 0     | 0,00 / 100,00   |     |
|                         | Partidu Republikanu                               | 0     | 0,00 / 100,00   |     |
| Votos Inválidos         | Votos Inválidos                                   | ‭‭‭‭3     | 0,82 / 100,00   |     |
| Total                   | Total                                             | 366   | 100,00 / 100,00 |     |
| Eleitorado/Participação | Eleitorado/Participação                           | 537   | 68,16 / 100,00  |     |

### Portugal
| Partido                 | Partido                                           | Votos | %               | +/- |
| ----------------------- | ------------------------------------------------- | ----- | --------------- | --- |
|                         | Frente Revolucionária de Timor-Leste Independente | 289   | 56,12 / 100,00  |     |
|                         | Aliança de Mudança para o Progresso               | 140   | 27,18 / 100,00  |     |
|                         | Partido Democrático                               | 38    | 7,38 / 100,00   |     |
|                         | Frente de Desenvolvimento Democrático             | 33    | 6,41 / 100,00   |     |
|                         | Movimento Social Democrata                        | 9     | 1,75 / 100,00   |     |
|                         | Partido Esperança da Pátria                       | 4     | 0,78 / 100,00   |     |
|                         | Partidu Republikanu                               | 1     | 0,19 / 100,00   |     |
|                         | Movimento de Desenvolvimento Nacional             | 1     | 0,19 / 100,00   |     |
| Votos Inválidos         | Votos Inválidos                                   | ‭‭‭‭14    | 2,65 / 100,00   |     |
| Total                   | Total                                             | 529   | 100,00 / 100,00 |     |
| Eleitorado/Participação | Eleitorado/Participação                           | 778   | 67,99 / 100,00  |     |

### Reino Unido
| Partido                 | Partido                                           | Votos | %               | +/- |
| ----------------------- | ------------------------------------------------- | ----- | --------------- | --- |
|                         | Frente Revolucionária de Timor-Leste Independente | 1 659 | 59,65 / 100,00  |     |
|                         | Aliança de Mudança para o Progresso               | 1 029 | 37,00 / 100,00  |     |
|                         | Partido Democrático                               | 60    | 2,16 / 100,00   |     |
|                         | Frente de Desenvolvimento Democrático             | 22    | 0,79 / 100,00   |     |
|                         | Movimento Social Democrata                        | 4     | 0,14 / 100,00   |     |
|                         | Movimento de Desenvolvimento Nacional             | 4     | 0,14 / 100,00   |     |
|                         | Partido Esperança da Pátria                       | 2     | 0,07 / 100,00   |     |
|                         | Partidu Republikanu                               | 1     | 0,04 / 100,00   |     |
| Votos Inválidos         | Votos Inválidos                                   | ‭‭‭‭35    | 1,24 / 100,00   |     |
| Total                   | Total                                             | 2 816 | 100,00 / 100,00 |     |
| Eleitorado/Participação | Eleitorado/Participação                           | 3 400 | 82,82 / 100,00  |     |